# Томо Ђурковић
Томо Ђурковић (XVIII век — XIX век) био је српски портретни сликар из Даља.

## Уметничко дело
Позната су два његова портрета из 1803. који приказују Осијечанине Г. Бајића и његову супругу Пулхерију.